# Josh Burnett
Pour les articles homonymes, voir Burnett.
Josh Burnett (né le 26 octobre 2000 à Invercargill) est un coureur cycliste néo-zélandais.

## Biographie
Josh Burnett commence le cyclisme à sept ans. Après dix années de BMX, il passe au VTT en 2016. Il acquiert ensuite son premier vélo de route à ses dix-huit ans, mais ne l'utilise alors que pour ses entraînements. Dans le même temps, il commence des études de droit à l'université d'Otago.
En 2018, il est sélectionné en équipe nationale pour participer aux championnats du monde de VTT à Lenzerheide, en catégorie juniors (moins de 19 ans). Les années suivantes, il est notamment double champion national et vice-champion d'Océanie de VTT chez les espoirs (moins de 23 ans).
Il participe finalement à ses premières courses UCI sur route en 2021, avec l'équipe NZ Cycling Project.

## Palmarès sur route

### Par année
- 2021
  - 4e étape du Tour de Southland
- 2022
  - Tour de Southland :
    - Classement général
    - 7e étape
- 2023
  - 3e étape du New Zealand Cycle Classic
  - 2e de la New Zealand Cycle Classic
- 2024
  - Gravel and Tar
  - 4e étape du Grand Prix de Charlevoix
  - Tour de Beauce
  - Tour de Southland : 
    - Classement général
    - 4e étape

  - 2e du Grand Prix de Charlevoix
- 2025
  - 2e du Sharjah Tour

### Classements mondiaux
| Année                                 | 2021  | 2022  | 2023 | 2024 |
| ------------------------------------- | ----- | ----- | ---- | ---- |
| Classement mondial                    | 1607e | 2288e | 679e | 643e |
| UCI Oceania Tour                      | 53e   | 100e  | 43e  | nc   |
|                                       |       |       |      |      |
| Légende : nc = non classéSource : UCI |       |       |      |      |

## Palmarès en cyclo-cross
- 2021-2022
  -  Champion de Nouvelle-Zélande de cyclo-cross

## Palmarès en VTT

### Championnats d'Océanie
- Dunedin 2020
  -  Médaillé d'argent du cross-country espoirs

### Championnats nationaux
- 2018
  - 2e du championnat de Nouvelle-Zélande de cross-country juniors
- 2020
  - 2e du championnat de Nouvelle-Zélande de cross-country